# Georgy Balakarev
Pas d'image ? Cliquez ici

a Compétitions nationales et continentales officielles uniquement.

Dernière mise à jour le 5 avril 2025.
Georgy Balakarev, né le 4 avril 2002, est un joueur russe de rugby à XV jouant au poste de pilier gauche au Soyaux Angoulême XV.

## Biographie
Georgy Balakarev rejoint le Soyaux Angoulême XV en 2021 en provenance de Russie. En 2022, il remporte le Championnat de France espoirs accession, battant Oyonnax Rugby en finale. Il ne peut cependant pas participer à la demi-finale et la finale en raison des restrictions imposées aux joueurs étrangers.
Il fait ses débuts professionnels en Pro D2 en milieu de saison 2023-2024, au mois de janvier 2024 contre le Stade aurillacois.
En début de saison 2024-2025, il prolonge son contrat avec son club formateur.